# بیات شیراز
بیات شیراز (ترکی آذربایجانی: Bayatı-Şiraz) یکی از مقام‌های موسیقی در سنُت موسیقی مقامی آذربایجانی است.
بیات شیراز ششمین مقام است، این مقام حالت غمگینی را در شنونده ایجاد می‌کند.قسمت‌های مختلف بیات شیراز عبارتند از: برداشت، اصفهانک، مایه، گردانیه، نشیب‌فراز، بیات اصفهان، خمس-روان، ذیل بیات شیراز (بیات شیراز بالا)، ابوالچپ، خاوران، هزّال، شکستهٔ فارس (فارس شیکسته‌سی)، دلربا، فرود. نُت‌های شاهد در آن شامل «ر» و «سل» است.
در موسیقی سنتی ایرانی، در برخی ردیف‌ها، از جمله در ردیف آوازی عبدالله دوامی، گوشه‌ای به نام بیات شیراز وجود دارد که یکی از گوشه‌های آواز اصفهان است. به گفتهٔ داریوش طلایی این گوشه را محمود کریمی و تحت تأثیر موسیقی مقامی آذربایجانی به آواز بیات اصفهان اضافه کرده‌است. مقام بیات شیراز از نظر فواصل با بیات اصفهان در ردیف موسیقی ایرانی مطابقت دارد.